# تاكسن
تاكسن (بالإنجليزية: Taxan)، هي شركة يابانية لإنتاج وتطوير البرامج الإلكترونية، وخاصة ألعاب الفيديو، تأسس الشركة سنة 1981، وتقع مقرها في العاصمة اليابانية طوكيو، ولها فروع في بريطانيا والولايات المتحدة الأمريكية.